# جيمس نورثكوت
جيمس نورثكوت (بالإنجليزية: James Northcote)‏ هو ممثل بريطاني، ولد في 10 أكتوبر 1987 بلندن في المملكة المتحدة.

## أعمال

### أفلام
- (2012) آنا كارينينا[5][6]
- (2013) شبق[7]

### مسلسلات
- ذا لاست كينغدوم

## وصلات خارجية
- جيمس نورثكوت على موقع IMDb (الإنجليزية)
- جيمس نورثكوت على موقع ألو سيني (الفرنسية)
- جيمس نورثكوت على موقع أول موفي (الإنجليزية)
- جيمس نورثكوت على موقع قاعدة بيانات الأفلام السويدية (السويدية)
- جيمس نورثكوت على موقع قاعدة بيانات الفيلم (الإنجليزية)
- جيمس نورثكوت على موقع كينوبويسك (الروسية)